# Bráškové
Bráškové je český hraný televizní seriál natočený v roce 2002 poprvé vysílaný v rámci večerníčku v prosinci roku 2003. Seriál spadá do volné série přírodovědných příběhů, které pro Českou televizi vymyslel a zrealizoval Václav Chaloupek. Každá série se věnovala jinému živočišnému druhu.
Kameru obstarali František Čech a Jiří Bálek. Hudbu složil Jaroslav Samson Lenk, příběh namluvil Ondřej Vetchý. Bylo natočeno 7 epizod, v délce mezi 9 až 10 minutami.

## Synopse
Hlavními zvířecími protagonisty jsou dvě malá vlčata pojmenovaná jako Flíček a Žolík. V průběhu seriálu budeme svědky jejich životních začátků a s jejich „adoptivním otcem“ Vašíkem prožijeme všední i mimořádné příběhy v prostředí krásných českých lesů…

## Seznam dílů
1. Příběh první[1]
2. Příběh druhý[1]
3. Příběh třetí[1]
4. Příběh čtvrtý[1]
5. Příběh pátý[1]
6. Příběh šestý[1]
7. Příběh sedmý[1]